# 서종태
서종태(徐宗泰, 1652년 ~ 1719년)는 조선 후기의 문신이다. 자는 노망(魯望), 호는 만정(晩靜)·서곡(瑞谷)·송애(松厓), 시호는 문효(文孝). 본관은 대구. 조선 숙종 때 영의정을 지냈다. 소론이었던 영의정 서문중과도 가까웠다. 훈구파 대신인 서거정의 후손이다.

## 생애
숙종 때 경신환국 이후 문과에 급제하여 검열, 홍문관정자, 홍문관저작, 홍문관박사 등 옥당을 지내고, 수찬, 헌납, 교리, 이조좌랑, 지평, 부교리, 부응교, 집의, 사간, 응교 등 대간과 옥당, 청요직을 거쳐 승지와 대사간을 하지만 기사환국으로 벼슬에서 퇴출되지만 갑술환국 이후 사간원대사간으로 복직해, 이조참의, 성균관대사성, 사간원대사간, 홍문관부제학을 거쳐 다시 한 번 승지와 이조참의, 대사성을 하고 대사헌, 부제학, 이조참판, 예조참판, 판결사를 거쳐 다시 사헌부대사헌과 홍문관부제학, 이조참판과 성균관대사성, 공조참판, 이조참판, 예조참판, 홍문관부제학을 거쳐 지관사를 하다가 사헌부대사헌과 홍문관대제학, 호조참판을 거쳐 이후 좌참찬, 대제학, 예조판서를 거쳐 다시 홍문관대제학, 의정부우참찬, 예문관제학, 호조판서, 공조판서, 예조판서, 의정부좌참찬을 거쳐 홍문관제학, 예문관제학에 이어 사헌부대사헌과 한성부판윤, 홍문관제학, 공조판서, 동지사, 형조판서 등을 하고 다시 한성부판윤과 이조판서를 거쳐 공조판서, 홍문관제학을 겸하고, 공조판서, 형조판서, 이조판서, 지사를 하다가 공조판서, 지돈녕부사, 우참찬, 한성부판윤을 거쳐 이후 우의정이 되고 이후 좌의정을 하다 판부사가 되었는데 계속하여 우의정과 판중추부사를 다시 하고, 좌의정을 다시 하게 된다. 이후 판부사로 전직하며, 판중추부사로 있다가 다시 좌의정이 되고 이후 영의정이 되었다가 다시 좌의정으로 전직하였다. 그랬다가 이후 영의정으로 다시 임명되고, 잠깐 영사로 물러났다가 다시 영의정이 된다. 이후 행판중추부사로 물러났다가 이후 다시 영의정이 된다. 이후 다시 좌의정으로 전직되었다. 이후 판부사로 물러나, 판중추부사로 있다가, 다시 영의정이 되고, 도제조를 겸했다. 이후 판중추부사로 물러나고, 행판중추부사로 있다가 1719년에 별세한다. 그는 김창집, 이이명, 이건명, 조태채, 민진후, 민진원, 홍치중, 이유, 이여 등과 친했다.

## 가족 관계
- 고조부 : 서성(徐渻)
  - 증조부 : 서경주(徐景주)
    - 할아버지 : 서정리(徐貞履)
      - 아버지 : 서문상(徐文尙)
      - 어머니 : 이명한의 딸
        - 부인 : 이훤의 딸
          - 장남:서명륜
          - 차남 :서명균